# Lübecks voetbalkampioenschap 1906/07
In 1906/07 werd het tweede Lübecks voetbalkampioenschap gespeeld, dat georganiseerd werd door de Noord-Duitse voetbalbond. De competitie van Lübeck hoorde bij die van Hamburg-Altona en daardoor mocht de kampioen niet deelnemen aan de Noord-Duitse eindronde. Na dit seizoen werden de clubs voor drie jaar ondergebracht in het kampioenschap van Kiel.
De uitslagen zijn niet meer bekend. 

## Eindstand
| Plaats | Club                    | Wed. | W | G | V | Saldo | Ptn |
| ------ | ----------------------- | ---- | - | - | - | ----- | --- |
| 1.     | BC 03 Lübeck            |      |   |   |   |       |     |
| 2.     | SV 05 Lübeck            |      |   |   |   |       |     |
| 3.     | FC Teutonia 02 Oldesloe |      |   |   |   |       |     |

|  | Kampioen |